# Jean-Jacques Amelot de Chaillou
Jean-Jacques Amelot de Chaillou (Parigi, 30 aprile 1689 – Parigi, 7 maggio 1749) è stato un politico francese.

## Biografia
Era figlio di Denis-Jean Amelot de Chaillou, commissario reale d'indagini, ambasciatore di Luigi XIV in Inghilterra e poi membro del consiglio di commercio, che aveva sposato Philiberte de Barrillon d'Amoncourt nel 1688. Per suo padre Denis-Jean fu costruito l'Hôtel Amelot de Chaillou al numero 78 di rue des Archives a Parigi nel 1702-1703. Suo nonno, Jacques Amelot, signore di Chaillou, poi consigliere del Gran Consiglio nel dicembre 1642, maître des requêtes dopo le dimissioni del padre il 10 luglio 1651, consigliere di stato, morì decano all'età di 83 anni il 19 dicembre 1699.
Nel 1773 il figlio di Jean-Jacques, Denis-Jean Amelot de Chaillou, divenne per eredità signore e marchese di Châteauneuf, già semplice signoria, poi baronia, elevata a marchesato intorno al 1750.
Jean-Jacques Amelot de Chaillou fu marchese di Combronde, barone di Châtillon-sur-Indre e signore di Chaillou. Nato in una famiglia di magistrati, fu successivamente avvocato generale della casa reale, maître des requêtes nel 1712, intendente generale di La Rochelle dal 1720 al 1726, intendente alle finanze nel 1726, ministro degli esteri dal 1737 al 1744 e sovrintendente delle poste nel 1737.
Nel 1727 viene eletto membro dell'Académie française, mentre nel 1741 è membro onorario dell'Accademia delle scienze.
Nel 1716 sposa la figlia dell'uomo d'affari e direttore di teatro Gio Paolo Bombarda, che muore tre anni più tardi. Dal suo secondo matrimonio nasce Antoine-Jean Amelot de Chaillou.